# Bernhard von Hanfstengel
Hans Heinrich Friedrich Franz Karl Bernhard Gustav von Hanfstengel (* 6. Juli 1805 in Bielefeld; † 27. Oktober 1864 in Erfurt) war ein preußischer Generalmajor und Kommandant von Erfurt.

## Leben

### Herkunft
Bernhard war ein Sohn von Gustav Adolf von Hanfstengel († 1821) und dessen Ehefrau Magdalene Henriette, geborene von Estorff.

### Militärkarriere
Nach dem Besuch des Berliner Kadettenhauses wurde Hanfstengel am 15. April 1823 als Sekondeleutnant dem 30. Infanterie-Regiment der Preußischen Armee überwiesen. Von 1827 bis 1830 war er zur weiteren Ausbildung an die Allgemeine Kriegsschule kommandiert. Daran schloss sich 1832/34 eine Kommandierung als Adjutant beim 30. Landwehr-Regiment an. Als Premierleutnant war Hanfstengel 1837/39 und 1840/42 erneut zum 30. Landwehr-Regiment sowie zwischenzeitlich zum Lehr-Infanterie-Bataillon kommandiert. Unter Beförderung zum Hauptmann erfolgte am 19. Oktober 1843 seine Ernennung zum Kompaniechef. Mit der Beförderung zum Major wurde Hanfstengel am 14. Februar 1850 als Kommandeur des III. Bataillons im 28. Landwehr-Regiment nach Siegburg versetzt. Vom 23. Januar 1851 bis zum 24. Juli 1854 war er Kommandeur des I. Bataillon im 25. Landwehr-Regiment und anschließend Kommandeur des II. Bataillons im 34. Infanterie-Regiment (2. Reserve-Regiment). In dieser Stellung avancierte er Mitte Juli 1855 zum Oberstleutnant. Am 8. Juli 1858 wurde Hanfstengel unter Stellung à la suite des Regiments zum Kommandanten von Erfurt ernannt und am 22. November 1858 zum Oberst befördert. Anlässlich der Krönungsfeierlichkeiten von König Wilhelm I. erhielt Hanfstengel am 18. Oktober 1861 den Charakter als Generalmajor und anlässlich des Ordensfestes im Januar 1862 den Roten Adlerorden III. Klasse mit Schleife. Unter Verleihung des Kronen-Ordens III. Klasse wurde er am 17. Dezember 1863 mit Pension zur Disposition gestellt. Er starb am 27. Oktober 1864 in Erfurt.
Sein Bataillonskommandeur beurteilte ihn im Jahr 1847 wie folgt: „Ein vielseitig gebildeter, vorwärts strebender Offizier, von rechtlicher, pflichtgetreuer Gesinnung, guter untadelhafter Führung und regem Diensteifer. Eignet sich zur vorzugsweisen Beförderung. Finanzen geordnet.“

### Familie
Er war mit Pauline von Cruickshank of Banchory verheiratet, eine Tochter des Sachsen-Meininger Legationsrates Jacob Ignatz von Cruikshank-Banchory (1789–1845).